# ブラケットクリープ
ブラケットクリープ（bracket creep）とは、賃金上昇に伴う名目所得の増加によってより高い所得税率が適用され、賃金上昇率以上に税負担が増える現象である。インフレ局面で税額の調整を行わないと自然発生的に実質増税となるため「隠れた増税」「ステルス増税」などと呼ばれることがある。

## メカニズム
日本の所得税は累進課税制度となっているため、所得金額が増えれば増えるほど適用税率は高くなる。インフレ局面において、名目賃金が上昇する中で課税所得金額が調整されない状況が続くと、賃上げしても高い税率が適用されるようになる。
ここで一つ例を挙げてみる。
上記の例ように、インフレによる物価上昇分が反映されない状況が続くと所得税による税収が物価上昇率や賃上げ率以上に上がることになる。この事象に対応するために税額控除や課税所得額のインフレ調整が必要である。